# Liiva (Kose)
Liiva (Duits: Liiwo, verouderd: Liivaküla) is een plaats in de Estlandse gemeente Kose, provincie Harjumaa. De plaats heeft de status van dorp (Estisch: küla).

## Bevolking
Het dorp had 82 inwoners op 31 december 2011 en 66 inwoners op 31 december 2021.

## Ligging
Põhimaantee 2, de hoofdweg van Tallinn via Tartu naar Rusland, loopt door Liiva.

## Geschiedenis
Liiva werd in 1413 voor het eerst genoemd onder de naam Dorf zu Leve, een dorp op het terrein van het landgoed Neuenhof-Kosch (Kose-Uuemõisa). In 1796 was het dorp onder de naam Lewwa het centrum van een ‘semi-landgoed’ (Duits: Beigut, Estisch: poolmõis) geworden, een landgoed dat deel uitmaakt van een groter landgoed, in dit geval Neuenhof-Kosch. Lewwa had ook een herberg.